# Ordning & Reda
Ordning & Reda är ett företag som formger och säljer produkter för förvaring av papper för hem- och arbetsmiljö. Företaget ägs sedan juni 2003 av danska Bodum Sortimentet består av drygt 800 produkter. 

## Historia

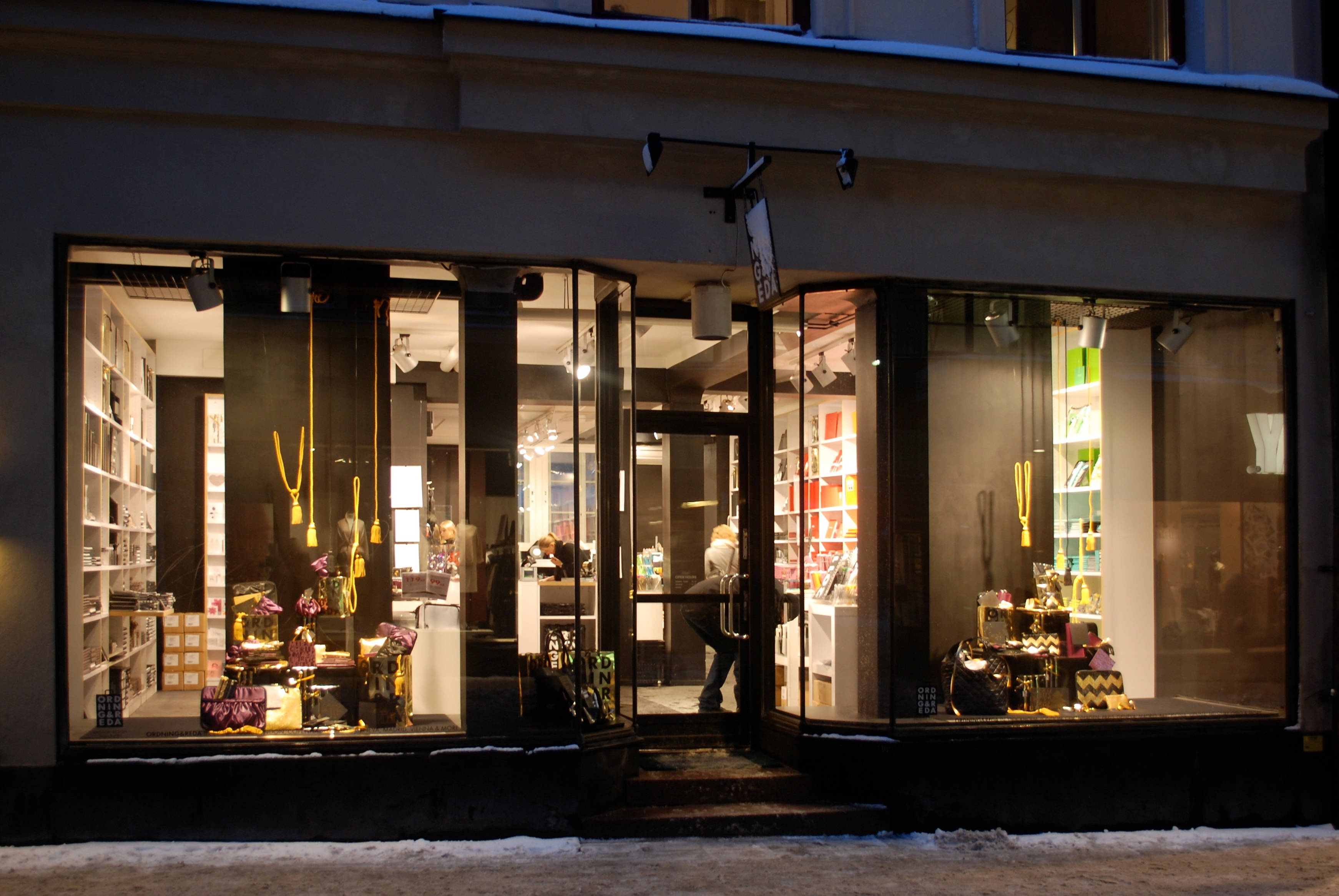
Butiken I Götgatsbacken på Södermalm i Stockholm.

Företaget grundades 1982, ursprungligen tänkt att fungera som ett säljkontor och showroom till familjeföretaget Åhnbergs Bokbinderi. Dottern Carina med förflutet inom reklambranschen och fadern Martin öppnade butiken Åhnberg & Åhnberg på Karlbergsvägen i Stockholm. I butiken såldes sortimentet ”Ordning & Reda” som tillverkats i familjens bokbinderi ett par kvarter därifrån.
Efter något år flyttades butiken till Artillerigatan på Östermalm och döptes i samband med flytten om till Ordning & Reda.
Den första franchiseägda butiken öppnade 1991 i Linköping och inom knappt 10 år hade antalet vuxit till 55 butiker och ett flertal avdelningar i varuhus. Den snabba expansionen och planer på att öppna butiker i USA medförde ett ökat kapitalbehov, och ett partnerskap inleddes med investmentbolaget Segulah. År 2000 blev Ordning & Reda helägt av Segulah och under de kommande tre åren upphörde produktionen i Åhnbergs Bokbinderi.
Ordning & Reda omfattar idag drygt 40 butiker i bland annat London, Paris, Tokyo, New York, Oslo, Guildford, Wien, Genève och Madrid. Varje butik agerar självständigt under konceptet, men marknadsföring och inköp styrs från huvudkontoret i Stockholm.